# Savilly
Savilly est une commune française située dans le canton d'Arnay-le-Duc du département de la Côte-d'Or, en région Bourgogne-Franche-Comté.

## Géographie
Savilly se situe dans le Morvan.

### Climat
Pour des articles plus généraux, voir Climat de la Bourgogne-Franche-Comté et Climat de la Côte-d'Or.
En 2010, le climat de la commune est de type climat des marges montargnardes, selon une étude du Centre national de la recherche scientifique s'appuyant sur une série de données couvrant la période 1971-2000. En 2020, Météo-France publie une typologie des climats de la France métropolitaine dans laquelle la commune est exposée à un climat océanique altéré et est dans la région climatique  Lorraine, plateau de Langres, Morvan, caractérisée par un hiver rude (1,5 °C), des vents modérés et des brouillards fréquents en automne et hiver. 
Pour la période 1971-2000, la température annuelle moyenne est de 9,9 °C, avec une amplitude thermique annuelle de 16,7 °C. Le cumul annuel moyen de précipitations est de 1 032 mm, avec 13,5 jours de précipitations en janvier et 8,4 jours en juillet. Pour la période 1991-2020, la température moyenne annuelle observée sur la station météorologique de Météo-France la plus proche, « Arnay_sapc », sur la commune de Saint-Prix-lès-Arnay à 16 km à vol d'oiseau, est de 10,5 °C et le cumul annuel moyen de précipitations est de 799,9 mm,. Pour l'avenir, les paramètres climatiques de la commune estimés pour 2050 selon différents scénarios d'émission de gaz à effet de serre sont consultables sur un site dédié publié par Météo-France en novembre 2022.

## Urbanisme

### Typologie
Au 1er janvier 2024, Savilly est catégorisée commune rurale à habitat dispersé, selon la nouvelle grille communale de densité à 7 niveaux définie par l'Insee en 2022.
Elle est située hors unité urbaine. Par ailleurs la commune fait partie de l'aire d'attraction d'Autun, dont elle est une commune de la couronne,. Cette aire, qui regroupe 42 communes, est catégorisée dans les aires de moins de 50 000 habitants,.

### Occupation des sols
L'occupation des sols de la commune, telle qu'elle ressort de la base de données européenne d’occupation biophysique des sols Corine Land Cover (CLC), est marquée par l'importance des territoires agricoles (57,5 % en 2018), une proportion identique à celle de 1990 (57,5 %). La répartition détaillée en 2018 est la suivante : 
prairies (50 %), forêts (42,5 %), zones agricoles hétérogènes (4,2 %), terres arables (3,3 %). L'évolution de l’occupation des sols de la commune et de ses infrastructures peut être observée sur les différentes représentations cartographiques du territoire : la carte de Cassini (XVIIIe siècle), la carte d'état-major (1820-1866) et les cartes ou photos aériennes de l'IGN pour la période actuelle (1950 à aujourd'hui).

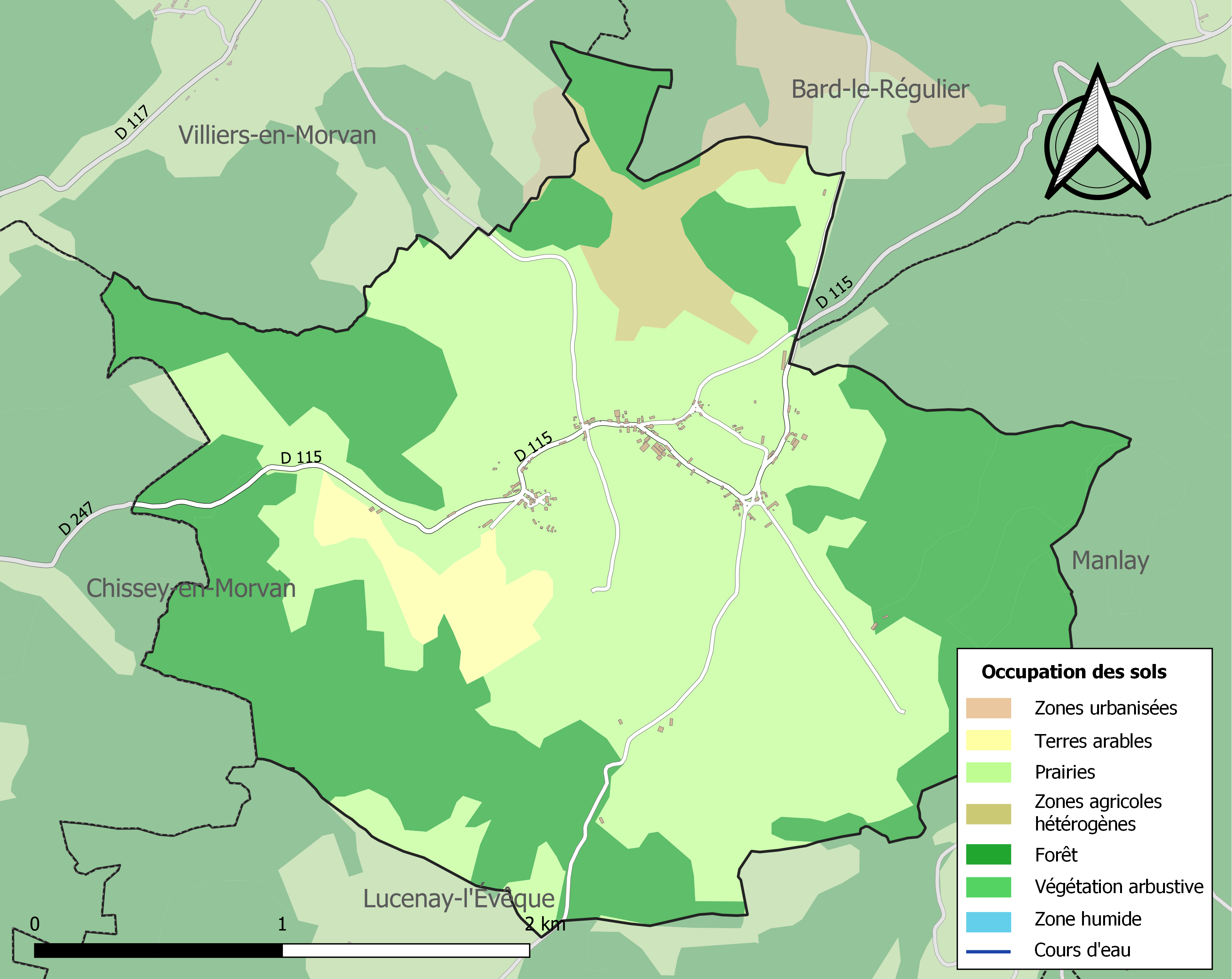
Carte des infrastructures et de l'occupation des sols de la commune en 2018 (CLC).

## Histoire
Savilly est un village chargé en histoire. Tout a commencé à l'époque gallo-romaine où un homme appelé Sapilius qui fut l'une des premières personnes identifiées qui rentra sur le village. Par ailleurs ce village s'est appelé Sapiliacus en 706, Savilliacus en 840, Savelliacum en 1209, Savigliacum en 1244, Savilleirum en 1232, Savilé en 1268, Savilheirum en 1309, Savilleyum en 1312, Savilly en 1470 jusqu'à aujourd'hui. 
Au VIIe siècle la terre de Savilly a appartenu à Corbou qui était le seigneur de Corbigny. "Mais aussi cette terre appartenait à un temps au seigneur de Visigneux." En 706 le fils du seigneur de Corbigny, nommé Varé la légua cette terre à l'abbaye Saint-Andoche de Saulieu. Puis la perdit ensuite à cause du prince Charles Martel. Celui ci la passa à un de ses leudes en 731, pour récompense de sa défense envers les Sarassins. En 1208 un seigneur au nom de Barthélemy de Liernais la légua, pour faire son anniversaire. Six après cela Aubert de Lucenay, abandonna au monastère le fief qu'il avait à Savilly. En 1260 il cède à l'évêque d'Autun, la ville de Savillé et également une charrue de bœufs. En l'an 1433 Étienne de Brazey accorda aux habitants de Savilly usages et parcours en toute saison, dans les bois de la Corée, La Fiole, et la Gruère. Malgré ses accès autoriser, les habitants se plaignaient car il fallait de même donner un quart de son avoine, pour avoir de quoi se réchauffer l'hiver. C'est à partir du XIIIe siècle, que les habitants se plaignaient, cela a été confirmé par le procès de Jacques Berthe en 1563, puis en 1626 par Charles de Roberval. En 1789 et même plus tôt ont compte deux dépendances comme le quartier de Fontainerot et les Renauds autrefois qui étaient des Hameaux, retiré du village. En 1775 ont voit l'élévation d'une paroisse, en annexe a celle de Bar-le-Régulier. Vous remarquerez également que il y a également proche de ce village une voie romaine mythique.

## Politique et administration
| Période                                  | Période  | Identité       | Étiquette | Qualité |
| ---------------------------------------- | -------- | -------------- | --------- | ------- |
| mars 2001                                | en cours | Michel Charlot |           |         |
| Les données manquantes sont à compléter. |          |                |           |         |

## Démographie
L'évolution du nombre d'habitants est connue à travers les recensements de la population effectués dans la commune depuis 1793. Pour les communes de moins de 10 000 habitants, une enquête de recensement portant sur toute la population est réalisée tous les cinq ans, les populations de référence des années intermédiaires étant quant à elles estimées par interpolation ou extrapolation. Pour la commune, le premier recensement exhaustif entrant dans le cadre du nouveau dispositif a été réalisé en 2005.

En 2022, la commune comptait 79 habitants, en évolution de −2,47 % par rapport à 2016 (Côte-d'Or : +0,82 %, France hors Mayotte : +2,11 %).
| 1793 | 1800 | 1806 | 1821 | 1836 | 1841 | 1846 | 1851 | 1856 |
| ---- | ---- | ---- | ---- | ---- | ---- | ---- | ---- | ---- |
| 293  | 289  | 308  | 314  | 360  | 391  | 366  | 355  | 323  |

| 1861 | 1866 | 1872 | 1876 | 1881 | 1886 | 1891 | 1896 | 1901 |
| ---- | ---- | ---- | ---- | ---- | ---- | ---- | ---- | ---- |
| 329  | 344  | 343  | 337  | 351  | 335  | 286  | 285  | 289  |

| 1906 | 1911 | 1921 | 1926 | 1931 | 1936 | 1946 | 1954 | 1962 |
| ---- | ---- | ---- | ---- | ---- | ---- | ---- | ---- | ---- |
| 267  | 229  | 211  | 190  | 170  | 154  | 147  | 132  | 156  |

| 1968 | 1975 | 1982 | 1990 | 1999 | 2005 | 2006 | 2010 | 2015 |
| ---- | ---- | ---- | ---- | ---- | ---- | ---- | ---- | ---- |
| 118  | 110  | 88   | 69   | 68   | 76   | 77   | 76   | 82   |

| 2020 | 2022 | - | - | - | - | - | - | - |
| ---- | ---- | - | - | - | - | - | - | - |
| 79   | 79   | - | - | - | - | - | - | - |

## Lieux et monuments
- Église paroissiale Notre-Dame-de-l'Assomption.
- Monument aux morts.

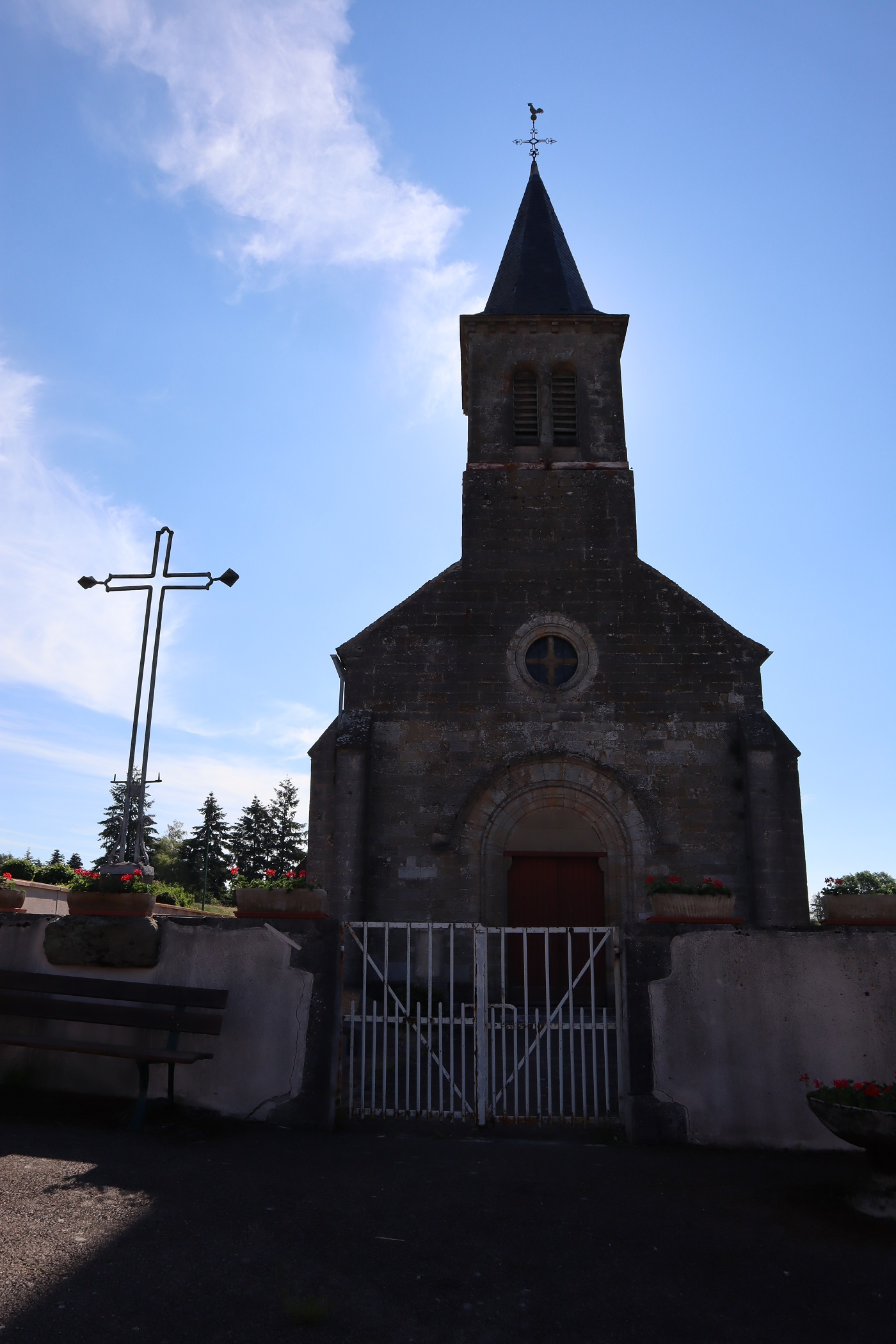
Église Notre-Dame-de-l'Assomption.
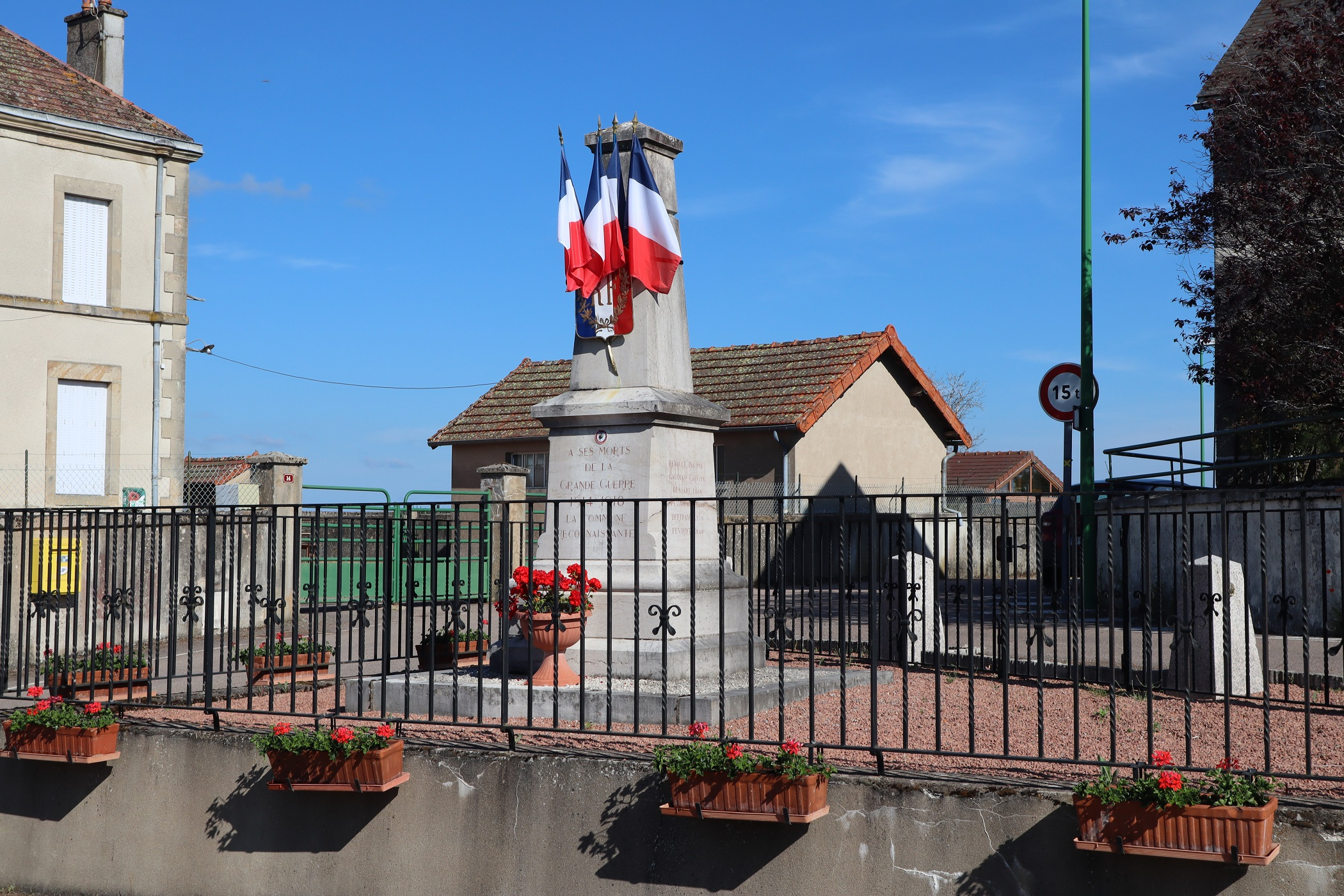
Monument aux morts de Savilly.

## Personnalités liées à la commune
Bonjour nous allons parler à présent une personnalités liée à la commune de Savilly. Comme l'abbé philibert protheau qui semble l'un des premiers curé résidant sur la commune. On lui doit l'église qui est dans le village lui étant dédiée. Il a eu l'occasion de construire en1860 l'église situé au dessus du presbytère situer en aval. Ce curé nest pas celui étant rester le plus longtemps possible dans de nombreux registres de dénombrement de la population on entends parler de Etienne Cornesse.